# Jöran Mohte
Jöran Mohte, född 23 juli 1724 i Ängelholm, död 4 maj 1773 i Ängelholm. Han var en instrumentmakare i Ängelholm. Han var äldsta sonen till fiolmakaren Johannes Georg Mohte.

## Biografi
Mohte var lärling hos sin far Johannes Georg Mohte mellan 1741 och 1745 och gesäll därstädes mellan 1746 och 1747. Han startade sin egen verkstad 1748. 1758 arbetade han också som krögare. Han dör den 4 maj 1773 i Ängelholm och sonen Önnert Jörgen Mohte tog över hans verkstad.
Han ägde tomt nr 33 i Ängelholm.

## Medarbetare
- 1751 en lärogosse som senare blev gesäll.
- 1770 - Önnert Jörgen Mohte, gesäll.
- 1766-1768 - Carl Johan Broberg, gesäll och sedan instrumentmakare i Göteborg